# Kanuslalom-Europameisterschaften 2015
Die Kanuslalom-Europameisterschaften 2015 fanden in Markkleeberg, Deutschland, unter der Leitung des Europäischen Kanuverbandes (ECA) statt. Es war die 16. Ausgabe des Wettbewerbs und sie fanden vom 28. bis zum 31. Mai 2015 im Kanupark Markkleeberg statt. 
Nach den Wettbewerben 1996 und 2012 in Augsburg war es das dritte Mal, dass die Europameisterschaften in Deutschland stattfanden.

## Ergebnisse
Insgesamt wurden zehn Wettbewerbe austragen.

### Männer

#### Canadier
| Wettbewerb | Gold | Gold   | Silber                                                                                          | Silber | Bronze | Bronze |
| ---------- | --- | ------ | ----------------------------------------------------------------------------------------------- | ------ | --- | ------ |
| C1         | Benjamin Savšek                                                                                           | 97,70  | Sideris Tasiadis                                                                                | 98,15  | Matej Beňuš | 100,18 |
| C1 Team    | SlowakeiMichal Martikán Alexander Slafkovský Matej Beňuš                                                  | 115,03 | TschechienMichal Jáně Stanislav Ježek Tomáš Rak                                                 | 117,70 | Vereinigtes KönigreichDavid Florence Ryan Westley Adam Burgess                                                   | 119,24 |
| C2         | DeutschlandRobert Behling/Thomas Becker                                                                   | 104,46 | DeutschlandFranz Anton/Jan Benzien                                                              | 104,72 | Vereinigtes KönigreichDavid Florence/Richard Hounslow                                                            | 106,06 |
| C2 Team    | SlowakeiPavol Hochschorner & Peter Hochschorner Ladislav Škantár & Peter Škantár Tomáš Kučera & Ján Bátik | 131,24 | TschechienOndřej Karlovský & Jakub Jáně Jonáš Kašpar & Marek Šindler Tomáš Koplík & Jakub Vrzáň | 131,93 | RusslandDmitry Larionov & Mikhail Kuznetsov Maxim Obraztsov & Alexei Suslov Alexander Ovchinikov & Aleksei Popov | 140,46 |

#### Kajak
| Wettbewerb | Gold                                                        | Gold   | Silber                                                                     | Silber | Bronze                                                   | Bronze |
| ---------- | ----------------------------------------------------------- | ------ | -------------------------------------------------------------------------- | ------ | -------------------------------------------------------- | ------ |
| K1         | Boris Neveu                                                 | 90,80  | Alexander Grimm                                                            | 92,07  | Andrej Málek                                             | 94,02  |
| K1 Team    | DeutschlandSebastian Schubert Hannes Aigner Alexander Grimm | 105,76 | Vereinigtes KönigreichRichard Hounslow Joseph Clarke Bradley Forbes-Cryans | 108,01 | ItalienDaniele Molmenti Andrea Romeo Giovanni De Gennaro | 109,81 |

### Frauen

#### Canadier
| Wettbewerb | Gold                                                          | Gold   | Silber                                                    | Silber | Bronze                                                               | Bronze |
| ---------- | ------------------------------------------------------------- | ------ | --------------------------------------------------------- | ------ | -------------------------------------------------------------------- | ------ |
| C1         | Kimberley Woods                                               | 123,13 | Mallory Franklin                                          | 125,85 | Núria Vilarrubla                                                     | 127,89 |
| C1 Team    | SpanienNúria Vilarrubla Klara Olazabal Annebel van der Knijff | 158,72 | TschechienKateřina Hošková Monika Jančová Tereza Fišerová | 160,41 | Vereinigtes KönigreichKimberley Woods Mallory Franklin Eilidh Gibson | 161,19 |

#### Kajak
| Wettbewerb | Gold                                                        | Gold   | Silber                                              | Silber | Bronze                                                 | Bronze |
| ---------- | ----------------------------------------------------------- | ------ | --------------------------------------------------- | ------ | ------------------------------------------------------ | ------ |
| K1         | Maialen Chourraut                                           | 108,09 | Ricarda Funk                                        | 108,52 | Kateřina Kudějová                                      | 109,30 |
| K1 Team    | SlowakeiJana Dukátová Kristína Nevařilová Kristína Zárubová | 133,95 | PolenNatalia Pacierpnik Klaudia Zwolińska Sara Ćwik | 136,50 | FrankreichCarole Bouzidi Marie-Zélia Lafont Émilie Fer | 141,90 |

## Medaillenspiegel
| Platz  | Land                   | Gold | Silber | Bronze | Gesamt |
| ------ | ---------------------- | ---- | ------ | ------ | ------ |
| 1      | Slowakei               | 3    | 0      | 2      | 5      |
| 2      | Deutschland            | 2    | 4      | 0      | 6      |
| 3      | Spanien                | 2    | 0      | 1      | 3      |
| 4      | Vereinigtes Königreich | 1    | 2      | 3      | 6      |
| 5      | Frankreich             | 1    | 0      | 1      | 2      |
| 6      | Slowenien              | 1    | 0      | 0      | 1      |
| 7      | Tschechien             | 0    | 3      | 1      | 4      |
| 8      | Polen                  | 0    | 1      | 0      | 1      |
| 9      | Italien                | 0    | 0      | 1      | 1      |
| 9      | Russland               | 0    | 0      | 1      | 1      |
| Gesamt |                        | 10   | 10     | 10     | 30     |